# Bornel
Bornel is een gemeente in het Franse departement Oise (regio Hauts-de-France). De plaats maakt deel uit van het arrondissement Beauvais. In de gemeente ligt spoorwegstation Bornel-Belle-Église. Op 1 januari 2016 werd de toenmalige gemeente Bornel uitgebreid met de op die datum opgeheven gemeenten Anserville en Fosseuse; de nieuwe gemeente kreeg daarmee het statuut van "commune nouvelle". De gemeente telde 3.553 inwoners op 2013.

## Geografie
De oppervlakte van Bornel bedroeg op 2013 12,48 vierkante kilometer; de bevolkingsdichtheid was toen 284,7 inwoners per km².

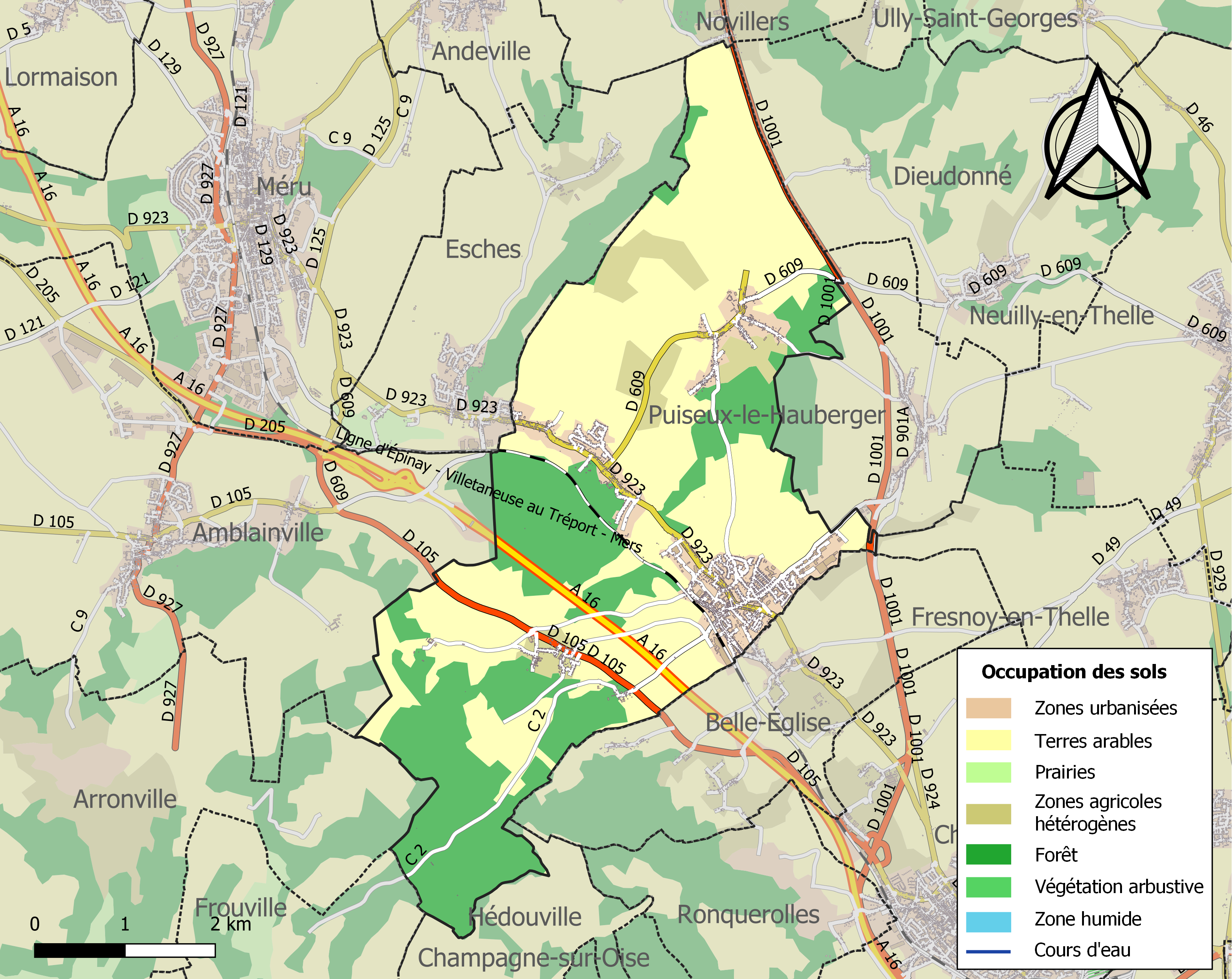
Kaart van de gemeente met belangrijkste infrastructuur, bodemgebruik en omliggende gemeenten

## Demografie
Onderstaande figuur toont het verloop van het inwonertal (bron: INSEE-tellingen).